# Karim Patwa

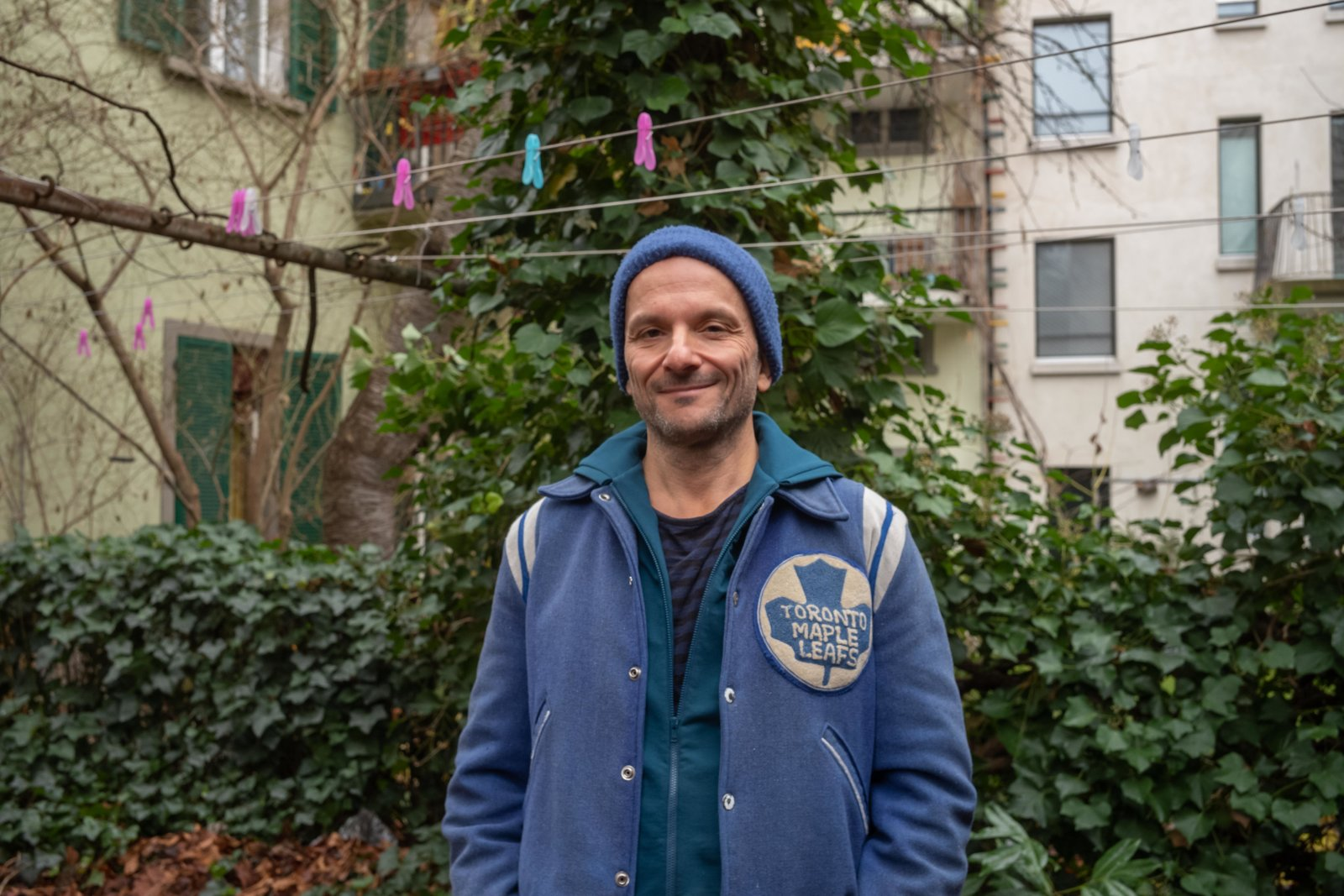
Karim Patwa

Karim Patwa (* 13. August 1968 in London) ist ein schweizerisch-britischer Filmregisseur und Drehbuchautor. Internationale Aufmerksamkeit erlangte er insbesondere durch seinen Film Driften, der 2015 drei Preise beim Max-Ophüls-Preis und den NDR-Regiepreis gewann sowie beim Schweizer Filmpreis 2015 eine Nominierung erhielt.

## Leben
Karim Patwa wuchs in Orpund auf. Nach der Schule machte er eine Lehre als Elektromechaniker, zur gleichen Zeit besuchte er Abendkurse für Fotografie an der Schule für Gestaltung Biel. Danach arbeitete er von 1989 bis 1991 als Pressefotograf beim Bieler Tagblatt. Von 1992 bis 1996 absolvierte Karim Patwa die Schule für Gestaltung Luzern und schloss diese mit dem Diplom des Fachbereich Video ab. Seitdem ist er als freischaffender Filmregisseur und Autor tätig. Sein Schaffen umfasst vor allem Musikvideos, Werbespots und weitere Kurzfilme.

## Filmografie (Auswahl)

### Spielfilm
- 2015: Driften

### Dokumentarfilm
- 2017: Supersonic Airglow

### Video
- 2004: Karim Patwa's Spaceship

### Kurzfilme
- 1996: ON-OFF
- 1997: Unglaublich aber war
- 1999: Der AV-Werkstattsupporter
- 2002: Heartcore
- 2007: High Above Ground
- 2007: Die Chronomanen
- 2008: Brüder
- 2020 Nebenwirkungen

### Musikvideos
- ADO – All tomorrows birthday partys
- Züri West – One more blues
- Salmonella Q – Kill the DJ
- 2henning
- Luca Sisera Roofer
- Minimetal
- MDS
- Four freddies

## Auszeichnungen
- 2017 Innerschweizer Filmpreis – Bester Dokumentarfilm
- 2016 Werkbeitrag der Filmstiftung Zürich für Drehbuchentwicklung
- 2015 Das 25. Filmkunstfest Mecklenburg-Vorpommern: NDR Regiepreis für Driften
- 2015 Filmfestival Max Ophüls Preis, Saarbrücken – Filmpreis beste Regie der Saarländischen Ministerpräsidentin
- 2015 Filmfestival Max Ophüls Preis, Saarbrücken – Fritz-Raff Preis bestes Drehbuch
- 2015 Filmfestival Max Ophüls Preis, Saarbrücken – Preis der ökumenischen Jury
- 2014 Migros-Kulturprozent für "Stalking"[6]
- 2005 Werkbeitrag des Kantons Luzern[7]